# Michelle Bonilla
Michelle C. Bonilla (2 maart 1972, Hollywood), is een Amerikaans actrice, filmproducente en scenarioschrijfster.
Bonilla is vooral bekend van haar rol als ambulancemedewerker Christine Harms in de televisieserie ER waar zij in 58 afleveringen speelde (1999-2009).

## Biografie
Bonilla begon al op jonge leeftijd met acteren, op tienjarige leeftijd nam zij les in stem, muziek, dans en theaterwetenschap aan de Los Angeles City College’s Arts Department. Hierna studeerde zij af in drama aan de California State University in Northridge (Californië).

## Filmografie

### Films
Uitgezonderd korte films. .
- 2024 Maxxie LaWow: Drag Super-shero - als Valentina (stem)
- 2019 Senior Love Triangle - als Julia
- 2019 Clemency - als Sonia
- 2017 Mariah Carey's All I Want for Christmas Is You - als schoolhoofd Reyes (stem)
- 2012 Model Minority – als Cristina
- 2011 Montana Amazon – als kleine meid van moeder
- 2007 Katrina – als Bonnie
- 2006 Kill Your Darlings – als Susan
- 2005 Sexual Life – als trouwplanner
- 2000 Four Dogs Playing Poker – als jonge moeder
- 2000 Price of Glory – als Grace Chavez
- 1999 Time to Play – als Marta Hogan
- 1999 Lansky – als stewardess
- 1999 Border Line – als secretaresse van Fuller Adoption
- 1998 Homegrown – als verpleegster
- 1998 True Friends – als Lisette
- 1997 Trial and Error – als rechtbankverslaggeefster
- 1996 The Rich Man's Wife – als bendelid
- 1996 Dunston Checks In – als Consuelo
- 1995 Above Suspicion – als meisje onder de douche

### Televisieseries
Uitgezonderd eenmalige gastoptredens.
- 2025 On Call - als Ava Diaz - 2 afl.
- 2022-2024 9-1-1: Lone Star - als Sara Ortiz - 9 afl.
- 2024 Batman: Caped Crusader - als Renee Montoya (stem) - 6 afl.
- 2019-2022 The Casagrandes - als mrs. Flores (stem) - 10 afl.
- 2019 General Hospital - als rechter Virginia Madrigal - 2 afl.
- 2013 The Bold and the Beautiful - als Eila Chisholm - 3 afl.
- 2012 Falling Upwards – als Celena – 6 afl.
- 2011 All My Children – als Reyna – 2 afl.
- 2010 Saving Grace – als Anna Rose Soto – 2 afl.
- 1999-2009 ER – als ambulancemedewerkster Christine Harms – 58 afl.
- 2008 Days of our Lives – als verpleegster – 3 afl.
- 2005 Unfabulous – als Ms. Gonzalez Menendez-Mendoza – 2 afl.
- 2004-2005 24 – als verslaggeefster – 2 afl.
- 1996-1997 Dr. Quinn, Medicine Woman – als Teresa Morales – 8 afl.

### Computerspellen
- 2023 Saints Row: A Song of Ice and Dust - als Eleanor of Easthaven
- 2023 Call of Dragons - als Capra
- 2023 Forspoken  als Lisa
- 2023 Pixel Ripped 1995: On the Road - als Karen Keene
- 2021 Back 4 Blood - als stemmen
- 2021 Fallout 76: Steel Reign -als Scribe Valdez
- 2020 Fallout 76: Steel Dawn - als Scribe Valdez
- 2020 The Last of Us Part II - als stem
- 2020 Pixel Ripped 1995 - als Karen Keene
- 2018 Fallout 76 - als Scribe Odessa Valdez
- 2014 Call of Duty: Advanced Warfare - als diverse stemmen
- 2013 Dead Rising 3 – als Alejandra Garcia
- 2011 Star Wars: The Old Republic – als Huttese Alien / Nautolan Alien / Ortolan Alien
- 2010 Fallout: New Vegas – als White Legs / Honest Hearts
- 2010 Command & Conquer 4: Tiberian Twilight – als Spider
- 2000 Code Blue – als Sandy Friese

### Filmproducente/Scenarioschrijfster
- 2012 Falling Upwards – televisieserie – 6 afl.
- 2011 Slip Away – korte film